# Amauronematus amentorum
Amauronematus amentorum är en stekelart som först beskrevs av Förster 1854.  Amauronematus amentorum ingår i släktet Amauronematus, och familjen bladsteklar. Arten är reproducerande i Sverige.